# فرمان تازه
فرمان تازه (اسپانیایی: Nuevo Orden‎) فیلمی هنری مهیج به نویسندگی و کارگردانی میشل فرانکو است. این فیلم برای اولین بار در هفتاد و هفتمین جشنواره ونیز اکران شد و جایزهٔ بزرگ هیئت داوران را ازآن خود کرد.